# 陳靜秋
陳靜秋（1956年11月29日—2003年5月1日），和平醫院護理長，臺灣第一位在严重急性呼吸道综合征中殉職的醫療人員，因其死亡而創立「陳靜秋條款」，使任何人投入防疫身亡者皆可獲得補償。

## 生平
陳靜秋於1976年自耕莘護校畢業後，1983年起就在和平醫院服務，1989年調派在急診室服務。1991年，經由在新公園相命的姊夫介紹，認識職業軍人退伍、離婚四年的唐四虎，於1993年結婚，生女兒唐嘉汝。工作期間，在長庚護理專科學校二專部及國立台北護理學院二技部進修，2000年晉升為B8神經內科和感染科的護理長，率領十五名護士。
和平醫院內科部主任黃蓮奇回憶，和平醫院臨近老萬華區，每逢遊民、路倒者被送到該院急診室時，就是陳靜秋幫他們寬衣洗澡，眉頭皺也不皺一下。陳靜秋領每天一早一上班，都會幫忙量病人的血壓、脈搏和體溫，讓護士上班時可直接去打針，假日常煮東西送到醫院給同事吃。也因為護理長的工作比較忙碌，女兒從二歲起幾乎都是丈夫在帶。

### 殉職
2003年4月12日，和平醫院感染科主任林榮第將感染SARS的劉姓病患誤診為沙門氏菌感染，收治於醫院B棟801病房，由陳靜秋照顧。林榮第延遲至22日才向衛生局通報，多天的延誤，使楊姓書記、陳靜秋、林重威皆受到感染。20日，感到身體不適的陳靜秋在和平急診室打點滴時，告訴護理科督導陳芳伶，全身腰酸背痛，次日她到台大醫院就醫，因沒有病床，再轉往林口長庚醫院住院診療。她會托護理人員買餐點，還叮嚀幫隔壁房同樣染病的蔡巧妙買一份，並互相鼓勵。
4月28日，由醫師告知家屬，陳靜秋肺已鈣化。5月1日晨5時，四十八歲的陳靜秋於林口長庚醫院病逝，當日即火化。

## 影響
去世當日，市長馬英九發表悼辭說她是第一位抗SARS戰役中壯烈犧牲的醫護人員。該日《聯合報》登出馬市長聲明稿：「為了防止疫情的擴散與蔓延，我斷然而沈痛的下令，封鎖和平醫院。這個決定，為和平醫院的病人及他們的親人，帶來了巨大的衝擊，也給臺灣社會裡的每一份子、我個人，以及巿府團隊帶來重大的影響。」
立法院協商《嚴重急性呼吸道症候群防治及紓困暫行條例》時納入「陳靜秋條款」，明定不論是否具公務員身分，投入救災身亡者，其遺族至少可領二百九十一萬餘元、致傷病依程度也有數十萬到一百一十餘萬元，同時子女之教育費由政府負擔至取得學士學位止。7日，總統陳水扁發褒揚令。8日，政院頒一等楷模獎章。
新華網為陳靜秋設置個人網上紀念館，與中國大陸殉職醫護人員並列，照片左上方寫著「民族魂─系列站」。
2003年9月3日，台北市因防治嚴重急性呼吸道症候群疫情而殉職的七位醫護人員和消防人員，包括陳靜秋、和平醫院護理師林佳鈴、檢驗師蔡巧妙、工友陳呂麗玉、楊淑媜、仁濟醫院護士胡貴芳以及消防局替代役郭國展等，入祀南港忠烈祠。
唐四虎留存《蘋果日報》2003年報導妻子殉職的頭版，並將愛妻照片放在皮夾。他回憶，最感謝女兒的保母，當時妻子過世，旁人對SARS病患家屬避之唯恐不及，保母主動要把他女兒接到家裡照顧，保母挺身而出說：「我自己有三個女兒都不怕，你有什麼好怕的」，但也有鄰居一看到他，馬上躲得遠遠的。他還用補償金在新店區山區買了一棟的房子，供女兒以及母親居住。裕隆集團董事長嚴凱泰贊助陳靜秋女兒到大學的學費。後來，陳靜秋家屬向臺北地方檢察署控告和平醫院院長吳康文、感染科主任林榮第疏於管控，涉嫌業務過失致死罪，但2012年敗訴。